# Loretta Lynch
Pour les articles homonymes, voir Lynch.
Loretta Lynch (prononcé en anglais : [lɔːɹˈɛtə lˈɪnt‍ʃ ]), née le 21 mai 1959 à Greensboro, est une magistrate et femme politique américaine, procureur général des États-Unis de 2015 à 2017 durant la présidence de Barack Obama. Elle est membre du Parti démocrate.

## Biographie

### Carrière professionnelle
Juriste formée à l'université Harvard, elle exerce dans le privé à New York. Elle devient membre de l'équipe du procureur des États-Unis pour le district est de New York en 1990, gérant notamment les affaires liées à la violence et aux drogues. De 1994 à 1998, elle dirige le bureau de Long Island ; elle est l'adjointe principale du procureur entre 1998 et 1999, basée à Brooklyn. Elle est nommée par Bill Clinton procureur des États-Unis pour le district est de New York en 1999.
Elle démissionne en 2001 pour intégrer le Tribunal pénal international pour le Rwanda en Tanzanie sous la présidence républicaine de George W. Bush. De 2003 à 2005, elle est également membre du conseil de la Federal Reserve Bank of New York. Elle retrouve la fonction de procureur des États-Unis pour le district est de New York de 2010 à 2015, nommée par le président Barack Obama.

### Procureur général des États-Unis

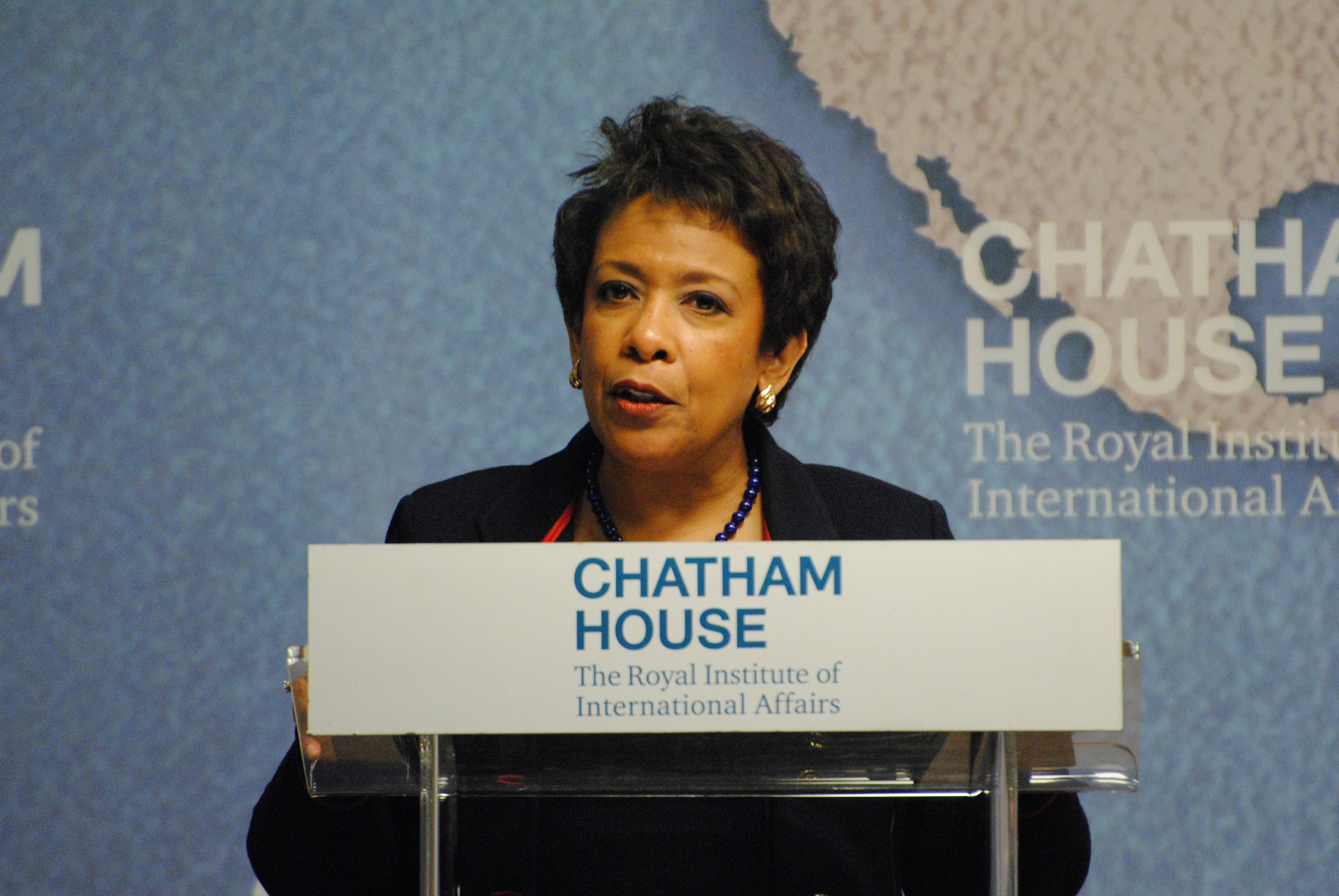
Lynch s'exprimant au Royal Institute of International Affairs, à Londres (2015).

Le 8 novembre 2014, le président Obama annonce officiellement qu'il choisit Lynch pour remplacer Eric Holder, démissionnaire sur fond d'accusations de corruption, au poste de procureur général des États-Unis. Confirmée par le Sénat des États-Unis le  23 avril 2015 par 56 voix contre 43, elle devient la seconde femme à occuper la fonction après Janet Reno, de 1993 à 2001. Elle prête serment le 27 avril suivant devant le vice-président Joe Biden, soit plus de quatre mois après l'annonce de sa nomination, un retard que les démocrates accusent d'être un obstructionnisme républicain. 

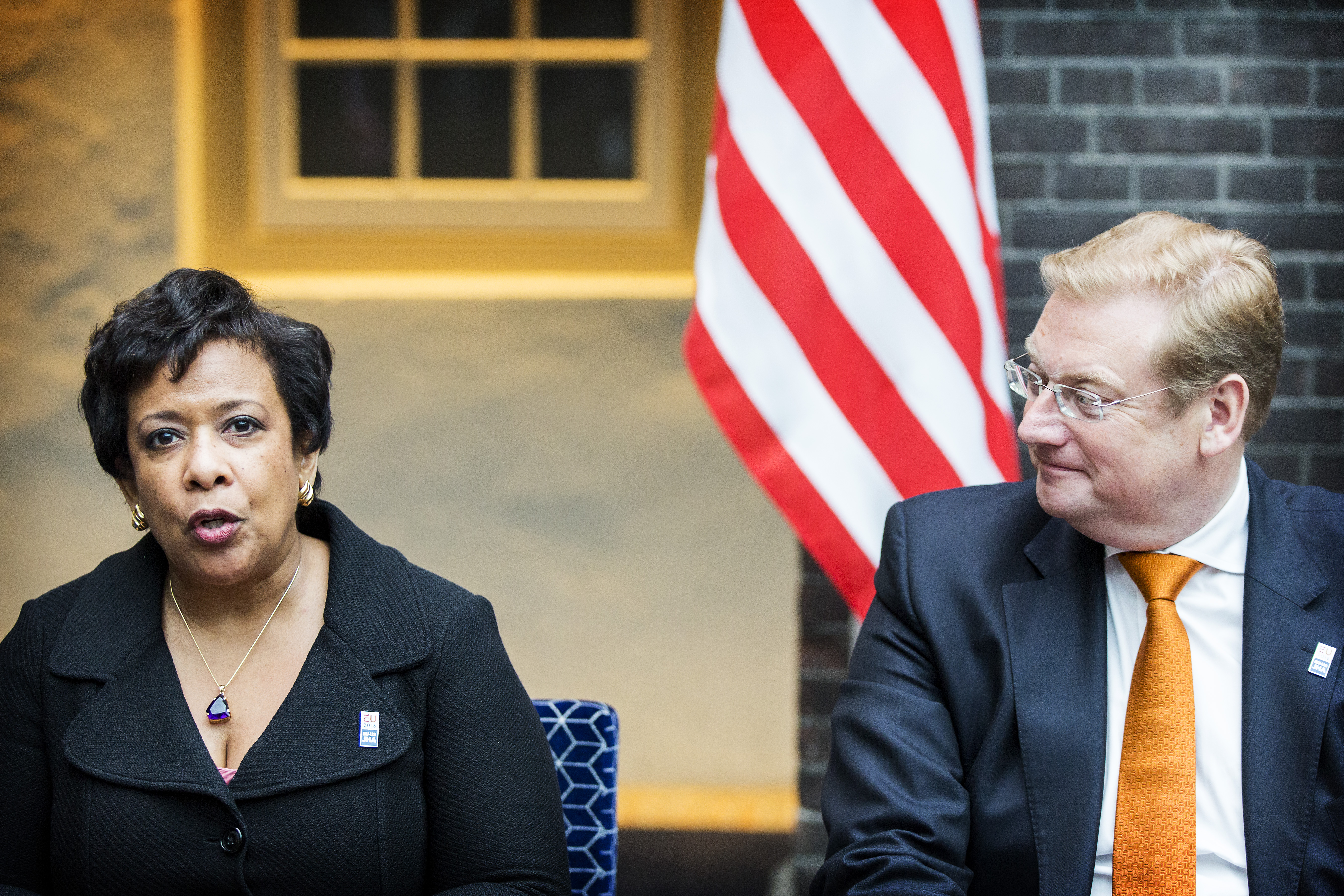
Loretta Lynch et Ard van der Steur, ministre néerlandais de la Justice, en 2016 à Amsterdam.

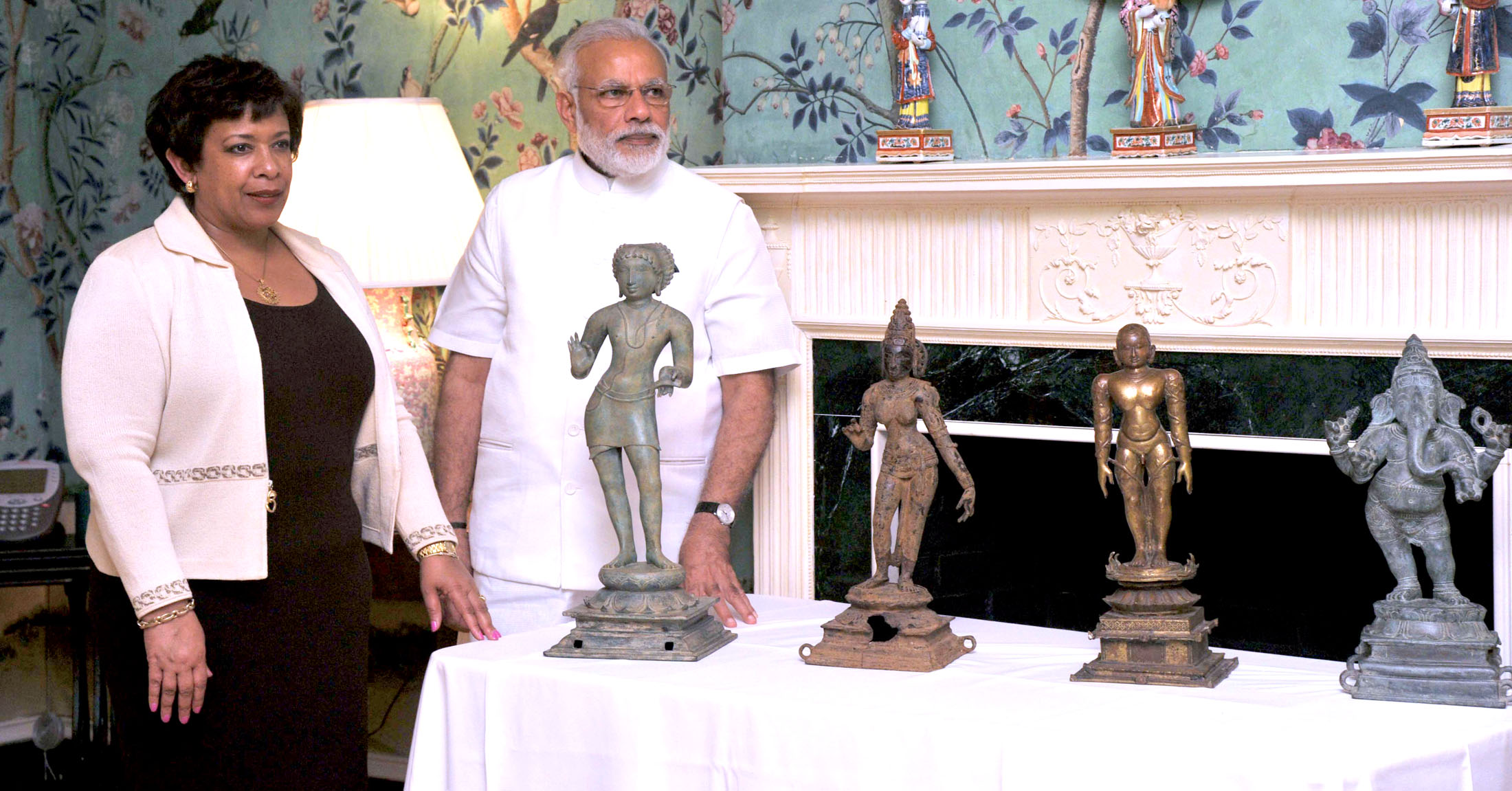
Lynch avec le Premier ministre indien Narendra Modi à Washington, D.C. (2016).

Son mandat est notamment marqué par l'affaire de corruption à la FIFA, dévoilée par le Federal Bureau of Investigation (FBI) ; Lynch annonce plusieurs arrestations et inculpations en accord avec les lois d'extradition suisses. Au cours de la campagne pour l'élection présidentielle américaine de 2016, Donald Trump et d'autres républicains critiquent vigoureusement une rencontre entre Loretta Lynch et l'ancien président Bill Clinton, alors que la des fonctionnaires de justice fédérale enquêtent sur l'utilisation par Hillary Clinton d'une adresse électronique privée et d'un serveur internet personnel pour des messages liés à sa fonction. 
Son nom est mentionné dans la presse pour une éventuelle nomination à la Cour suprême des États-Unis à la suite de la mort du juge Antonin Scalia le 13 février 2016. Le 8 mars suivant, un porte-parole du département de la Justice indique que Lynch fait parvenir à la Maison-Blanche une demande visant à retirer son nom des cercles de discussion.
Le 24 mai 2016, elle annonce que le département requiert la peine de mort contre Dylann Roof, auteur de la fusillade de l'église de Charleston. Après la fusillade du 12 juin 2016 à Orlando, elle ordonne l'octroi d'un million de dollars à un fonds soutenant l'investigation. En octobre 2016, Lynch révoque les agents du FBI et procureurs fédéraux enquêtant sur la mort de Eric Garner, les remplaçant sur l'affaire par des fonctionnaires basés en dehors de New York. Elle quitte le cabinet des États-Unis lorsque la présidence de Barack Obama prend fin, le 20 janvier 2017.